# 전주효정중학교
전주효정중학교(全州孝正中學校)는 대한민국 전라북도 전주시 완산구 서완산동1가에 있는 공립 중학교이다.

## 학교 연혁
- 1991년 6월 10일 : 전주효정여자중학교 설립인가(24학급)
- 1992년 3월 2일 : 개교
- 2000년 3월 1일 : 전주효정중학교로 개명
- 2024년 1월 5일 : 제30회 졸업생(52명) 총 5,831명
- 2024년 3월 4일 : 입학생(신입생) 51명
- 2024년 9월 1일 : 이강자 교장 부임

## 참고 자료
- 전주효정중학교 - 한국교육학술정보원 학교알리미